# Reggatta de Blanc
Reggatta de Blanc is een album van The Police uit 1979. Het is het tweede (studio)album van de groep, na Outlandos d'Amour. Uit het album werden Message in a Bottle, Walking on the Moon en The Bed's Too Big Without You als singles in Europa uitgebracht.
Het album werd positief ontvangen door Rolling Stone.
Een deel van de nummers vond zijn inspiratie in de eenzaamheid die Sting ervoer tijdens de tour door de Verenigde Staten in 1978. Overigens was hij dit keer niet de enige die nummers aanleverde: ook Copeland en Summers schreven diverse nummers, terwijl de band als geheel bijdragen leverde aan nummers als Reggatta de Blanc en Deathwish.
De opnames namen circa 3 weken in beslag.

## Nummers
| Nr. | Titel                | Schrijver(s)             | Duur |
| --- | -------------------- | ------------------------ | ---- |
| 1.  | Message in a Bottle  | Sting                    | 4:51 |
| 2.  | Reggatta de Blanc    | Summers, Sting, Copeland | 3:06 |
| 3.  | It's Alright for You | Sting, Copeland          | 3:13 |
| 4.  | Bring on the Night   | Sting                    | 4:15 |
| 5.  | Deathwish            | Summers, Sting, Copeland | 4:13 |

| 6.                 | Walking on the Moon           | Sting    | 5:02 |
| 7.                 | On Any Other Day              | Copeland | 2:57 |
| 8.                 | The Bed's Too Big Without You | Sting    | 4:26 |
| 9.                 | Contact                       | Copeland | 2:38 |
| 10.                | Does Everyone Stare           | Copeland | 3:52 |
| 11.                | No Time This Time             | Sting    | 3:17 |
| Totale duur: 41:52 |                               |          |      |